# Lestes alfonsoi
El caballito de alas abiertas veracruzano (Lestes alfonsoi) es una especie de caballito del diablo de la familia de los caballitos de alas abiertas (Lestidae). Esta especie fue descrita por Enrique González y Rodolfo Novelo; el nombre está dedicado al hijo menor de Enrique 1.

## Clasificación y descripción de la especie
Es un caballito del diablo de la familia Lestide. Cabeza: labrum, gena, superficie exterior de las mandíbulas y anteclipeo, azul claro; gena, superficie exterior de las mandíbulas y márgenes laterales del labrum flanqueadas por una línea delgada color marfil; postclipeo y el resto del epicraneo negro con reflejos rojo metálico tenue; parte posterior de la cabeza negro, blanquecino alrededor del foramen occipital; antenas marrón oscuro. Protorax: marrón, dorso azulado con manchas grandes y negras medio dorsales en el lóbulo medio, manchas negras semicirculares en el lóbulo posterior. Pterothorax: con una línea delgada azulada a lo largo de la carina medio dorsal flanqueada por líneas gruesas negras mediodorsales; mesepimerón con línea gruesa oscura; metepisterno azul con línea marrón al nivel de la fosa metapleural; metepimerón azul con una línea negra en el borde anterior inmediatamente sobre el borde ventral. Patas: marrón claro con líneas negras en las superficies exteriores, excepto en coxas y trocanteres, tarsos negros. Abdomen: segmentos 1-2 negros, laterales amarillos y una línea dorsal delgada y amarilla; segementos 3-8 dorso negro con líneas ventro laterales delgadas y amarillas; dorso del segmento 9 pruinoso, segmento 10 marrón oscuro. Alas: sin coloración. Medidas:largo total 37.6 - 43.2 mm; abdomen 31.1 - 35.1 mm; alas traseras 20.2 - 23.4 mm 1.

## Distribución de la especie
Es endémica de México y su distribución está restringida al estado de Veracruz, solo se conoce de sus localidades tipo en Huatusco y Tenejapa 1, 2.

## Hábitat
Pozas de poca profundidad rodeadas por remanentes de bosque mesófilo de montaña, se ha encontrado cerca de árboles de liquidambar, perchando en juncos 1.

## Estado de conservación
No se considera dentro de ninguna categoría de riesgo.